# Università di Liverpool
L'Università di Liverpool (in inglese:  University of Liverpool) è un'università pubblica del Regno Unito, situata a Liverpool, in Inghilterra; nota per essere una delle sei red brick university, le università fondate nel XIX secolo nelle maggiori città britanniche.

## Storia

### Fondazione
L'Università è stata fondata nel 1881 come University College Liverpool, ammettendo i suoi primi studenti nel 1882. Nel 1884 divenne parte della Victoria University. Nel 1894 Oliver Lodge, professore presso l'Università, diede una dimostrazione delle proprietà fisiche delle onde hertziane e, prima di Guglielmo Marconi, offrì una prova che esse potevano essere utilizzate per il telegrafo senza fili. Ma fece uso di correnti a bassa frequenza, che non erano pratiche e avevano un raggio di trasmissione troppo limitato. La Liverpool University Press fu fondata nel 1899, rendendola la terza più antica editrice universitaria in Inghilterra. Agli studenti di questo periodo erano stati assegnati diplomi esterni dall'Università di Londra.

### Lo status di università
In seguito alla Royal Charter e ad un Act of Parliament nel 1903 il college divenne un'università indipendente con il diritto di conferire i propri diplomi con la denominazione "Università di Liverpool". Gli anni seguenti videro importanti sviluppi all'università, tra cui la scoperta di Charles Scott Sherrington della sinapsi e il lavoro di William Blair-Bell sulla chemioterapia nel trattamento del cancro. Tra il 1930 e il 1940 James Chadwick e Józef Rotblat contribuirono allo sviluppo della bomba atomica. Dal 1943 al 1966 Allan Downie, professore di batteriologia, fu coinvolto nell'eradicazione del vaiolo. Nel XXI secolo i fisici, gli ingegneri e i tecnici dell'Università di Liverpool sono stati coinvolti nella costruzione del Large Hadron Collider presso il CERN.

## Struttura
L'ateneo si compone di tre facoltà organizzate in trentacinque strutture complessive tra dipartimenti e scuole.